# Médecins aux pieds nus
Ne doit pas être confondu avec Médecins aux pieds nus (ONG).

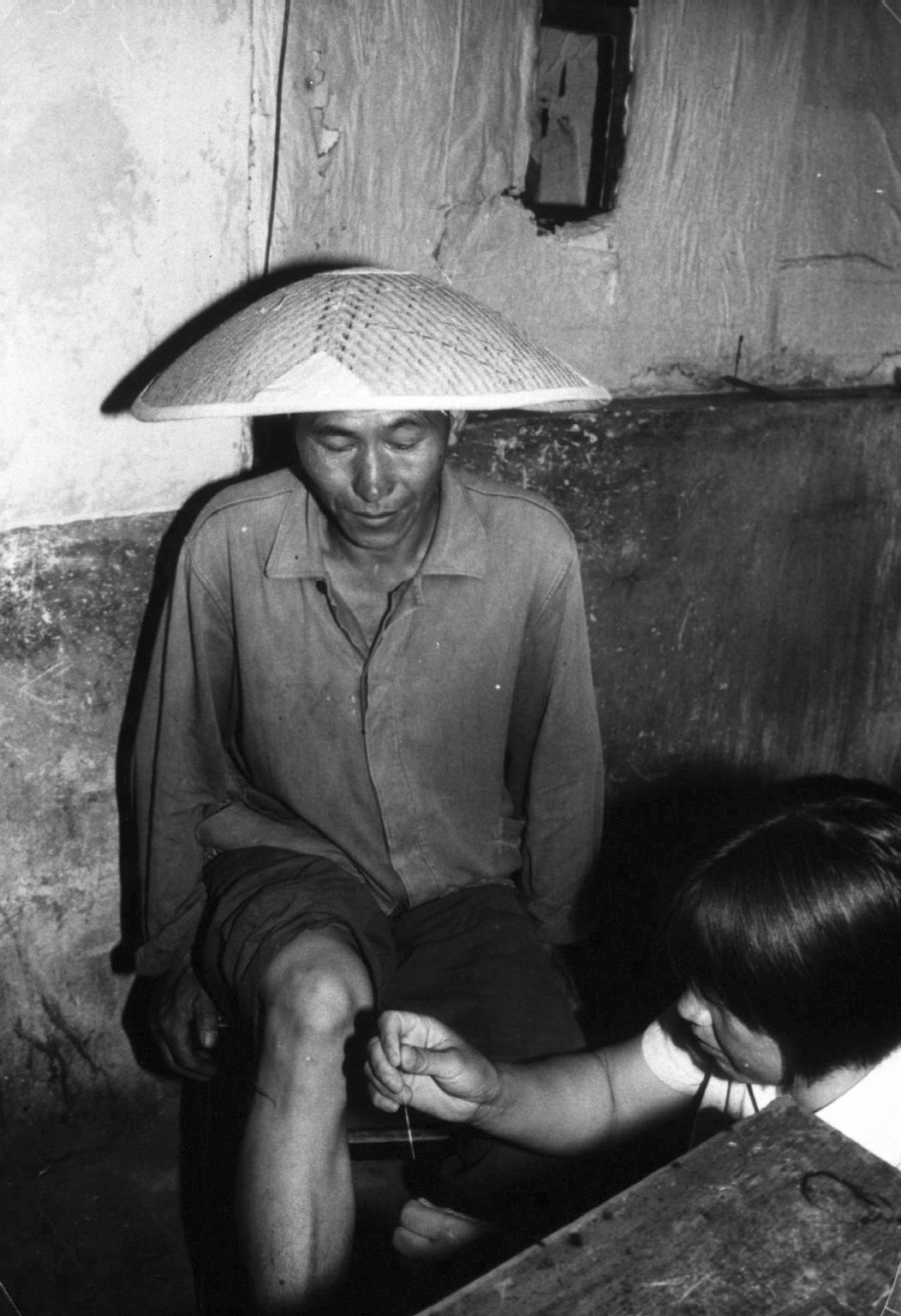
Un médecin aux pieds nus pratique l'acupuncture (date non-précisée).

Les médecins aux pieds nus (赤脚医生 chijiao yisheng) sont des agriculteurs de la république populaire de Chine qui recevaient une formation médicale et paramédicale minimale (environ 6 mois) en plus des médecines traditionnelles afin d'exercer dans les villages. 

## Historique
L'objectif était d'apporter les soins dans les zones rurales reculées où des médecins formés à la ville ne viendraient pas s'installer. Ces villageois avaient pour mission de diffuser des règles d'hygiène, de faire de la médecine préventive, du planning familial et de traiter les maladies les plus communes.
Leur nom vient des fermiers du sud qui travaillaient fréquemment pieds nus dans les rizières. Selon certaines sources, l'histoire aurait commencé avec une jeune fille d'un médecin qui avait eu l'idée de diffuser ses quelques connaissances aux fermiers locaux.
Le programme avait été engagé par un discours fondateur de Mao Zedong en 1965 sur la critique du système médical de l'époque. À partir de 1968, le statut des médecins aux pieds nus fut intégré dans le système national de santé, appelé système médical rural coopératif. Norman Bethune, un médecin canadien présent en Chine à cette époque, est également à l'origine de la mise en place officielle du projet.
Les docteurs aux pieds nus étaient un des éléments de la révolution culturelle qui permit de réduire l'influence des médecins formés en Occident. Ils ont officiellement disparu à la fin des années 1970, même s'ils restent des « médecins de village », selon l'expression utilisée actuellement, qui continuent cette tradition
Dans son livre La Convivialité (1973), Ivan Illich décrit la formation de ces médecins aux pieds nus, qui conservaient leur profession antérieure tout en se chargeant de nouvelles tâches médicales. Ils sont ainsi amenés à se rendre responsables de l'hygiène du milieu de vie et de travail, de l'éducation sanitaire, des vaccinations, des premiers soins, de la surveillance des convalescents, des accouchements, du contrôle des naissances et des méthodes d'avortement. La Chine entreprenait là de former un travailleur de santé compétent pour cent citoyens.
L'expression, devenue populaire, a fréquemment été utilisée dans d'autres domaines, comme l'organisation Médecins aux pieds nus (ONG), les « instituteurs aux pieds nus » de Thaïlande ou, toujours en Chine, les « avocats aux pieds nus ».